# دلو آمدة (مقاطعة ديواندرة)
دلو آمدة (بالفارسية: دلو آمده) هي قرية تقع في قسم حسين‌آباد الشمالي الريفي (مقاطعة ديواندرة) في إيران. يقدر عدد سكانها بـ 192 نسمة بحسب إحصاء 2016.